# Hughie Thomasson
Hugh Edward Thomasson, Jr. (Tampa, Florida, 13. kolovoza 1952. – Brooksville, Florida, 9. rujna 2007.) bio je američki gitarist i pjevač, jedan od utemeljitelja sastava Outlaws i gitarist sastava Lynyrd Skynyrd. 

## Životopis
Napisao je većinu pjesama za Outlawse, uključujući i poznate "Hurry Sundown", "There Goes Another Love Song", "Green Grass and High Tides". Nakon raspuštanja sastava Outlaws, pridružio se sastavu Lynyrd Skynyrd. Sudjelovao je u stvaranju pjesama na albumu Lynyrd Skynyrda God & Guns, uključujući i prvi singl tog albuma, "Still Unbroken".
Umro je od srčanog udara u snu 9. rujna 2007. u svom domu u Brooksvilleu, u dobi od 55 godina. Na njegovo mjesto u Lynyrd Skynyrdu došao je Mark Matejka.

## Vanjske poveznice
- Stranice sastava Outlaws